# Instituto Uruguayo de Meteorología
El Instituto Uruguayo de Meteorología (INUMET) es el organismo uruguayo encargado de prestar los servicios públicos meteorológicos y climatológicos, como también la autoridad meteorológica aeronáutica del país en aplicación de la Convención de Aviación Civil Internacional (OACI).

## Historia

### Antecedentes

Antiguo Observatorio Meteorológico Municipal en el Prado. Hoy forma parte de la Residencia Presidencial de Suárez y Reyes.

El interés por el conocimiento de la atmósfera originado en Europa llegó a Uruguay en los albores de 1882, cuando Monseñor Luis Lasagna, entonces fundador y director del Colegio Salesiano Pío Nono instaló en Villa Colón el primer Observatorio Meteorológico y Climatológico de Montevideo. Posteriormente Luis Morandi, profesor en Ciencias Meteorológicas oriundo de Italia, fue designado en 1886 como director del Observatorio del Colegio Pío. Él fue quien empezó a consolidar una amplia red de estaciones meteorológicas en todo el país con el fin de crear un organismo técnico y oficial en dicha materia.
El 5 de julio de 1895 comenzó a funcionar una nueva estación meteorológica en la Ciudad Vieja, cercana a la Bahía de Montevideo, y tenía como cometido realizar los estudios climatológicos de cara a la reforma portuaria proyectada en esa fecha. En 1901 se fundó el Observatorio Municipal del Prado y entre 1902 y 1910 se realizaron los primeros sondeos meteorológicos de América del Sur, primero en cometas y luego con globos de hidrógeno. En 1905 se fundó el Instituto Nacional Físico-Climatológico y en ese mismo año se consolidó el Servicio Pluviográfico Diario, contando ya con numerosas estaciones. Paralelo a todo esto, dentro de la entonces Facultad de Humanidades y Ciencias inició su actividad el Instituto Nacional para la Previsión del Tiempo, a cargo del profesor Hamlet Bazzano, quien destacó por su interés en la investigación antártica.

### Creación del Servicio Meteorológico Nacional
Finalmente, en 1920 fue creado el Servicio Meteorológico del Uruguay, ubicándose dentro de la misma Facultad de Humanidades y Ciencias que había albergado el Instituto Nacional para la Previsión del Tiempo. Fueron justamente dos meteorólogos de este Servicio, los profesores Eleazar Giuffra y Juan María Bergeiro, quienes comenzaron a incursionar en las nuevas técnicas de pronóstico del tiempo, basadas en el análisis de mapas sinópticos noruegos y en las estadísticas climatológicas. Todo esto benefició ampliamente al sector agropecuario y también a la navegación marítima y aérea.
El Servicio continuó trabajando por su desarrollo, ejemplo de lo cual son la Conferencia Regional III de Meteorología para Sud América realizada en 1939 en el Palacio Legislativo y la edición del primer número de la Revista Meteorológica en 1942.[cita requerida] El 13 de octubre de 1944, dentro del Servicio se creó la Escuela de Meteorología del Uruguay, siendo la encargada de la formación de los recursos humanos nacionales en el área técnico-meteorológica. Para 1950, el Servicio Meteorológico del Uruguay se sumó como integrante de la recién creada Organización Meteorológica Mundial (OMM), al tiempo que comenzó a prestar servicios de protección al vuelo en el entonces también recién creado Aeropuerto Internacional de Carrasco. 
Después de la aprobación de la nueva constitución en 1967, el Servicio Meteorológico del Uruguay pasó a llamarse Dirección General de Meteorología. Y varios años después, concretamente en 1979, el Gobierno de facto volvió a modificar su nombre para constituir como Dirección Nacional de Meteorología (DNM).

## Creación
El 25 de octubre de 2013, con la aprobación de la Ley N.º 19158, finalmente fue creado el Instituto Nacional de Meteorología otorgándole más autonomía para el desarrollo de su actividad pública. Sustituyó de tal modo a esa Dirección Nacional de Meteorología, que era dependiente del Ministerio de Defensa. Su sede se encuentra en el Centro de Montevideo, en el antiguo edificio del Sanatorio Uruguay, adquirido por la Dirección General de Meteorología en 1970. De acuerdo al artículo 2 de la citada ley, el INUMET tiene como fines prestar los servicios públicos meteorológicos y climatológicos,  consistentes en observar, registrar y predecir el tiempo y el clima en el territorio nacional y zonas oceánicas adyacentes y otros espacios de interés, de acuerdo a los convenios aplicables, con el  objeto de contribuir a la seguridad de las personas y bienes y al desarrollo sostenible de la sociedad, coordinar las actividades meteorológicas de cualquier naturaleza en el país y representar a la República Oriental del Uruguay ante los organismos  internacionales en materia de meteorología, así como cumplir con las obligaciones asumidas por el país ante los mismos.

## Instalaciones

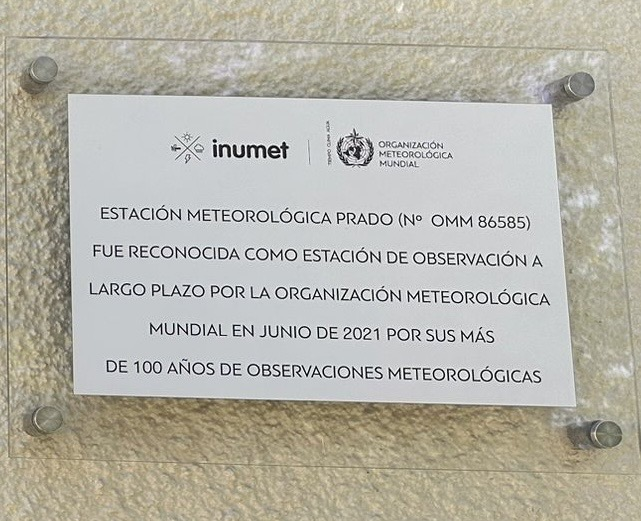
INUNET Prado en 2024.

El actual INUMET cuenta con un total de 25 estaciones meteorológicas, entre ellas: 
- Estación Meteorológica del Aeropuerto de Aeropuerto de Melilla y la Estación Meteorológica del Prado en Montevideo.
- Estación Meteorológica de la Base Científica Artigas de la Antártida.
- Estaciones Meteorológicas del Instituto Nacional de Investigación Agropecuaria en los departamentos de Canelones, Colonia, Durazno, Salto, Tacuarembo y Treinta y Tres.

Su actual director es Pablo Cabrera García.